# Andy Merino
Andy Dante Merino Ramírez (Tarma, 25 de octubre de 1992), más conocido como Zein (estilizado ElZeein) o Andynsane, es un streamer y youtuber peruano. Se le considera como una de las principales celebridades de Internet en América Latina, así como uno de los pioneros en la creación de contenido digital en su país.
Comenzó su carrera en YouTube dentro del canal grupal Televators Films en 2009, para después abrir un canal personal, donde acumuló más de 2.2 millones de suscriptores y en octubre de 2015 consiguió tener el sexto canal más suscrito de Perú.  A partir de 2019, se estableció en el ámbito del streaming, destacándose en plataformas como Facebook Gaming, Booyah! y Twitch, donde logró un crecimiento significativo y se convirtió en uno de los streamers hispanohablantes más influyentes.  En 2024, se unió a la plataforma Kick, donde ha mantenido su estatus como uno de los streamers hispanohablantes con mayor audiencia. 
Además de su trayectoria en Internet, Merino ha incursionado en otros ámbitos como la música, la actuación y la escritura. En el ámbito deportivo, se desempeñó como presidente del club Persas FC en la Américas Kings League en 2023 y de la selección peruana en la Kings World Cup Nations en 2025. También ha sido el organizador de dos eventos de gran envergadura: los Luminy Awards, una ceremonia para premiar a la comunidad digital peruana, y la competición de boxeo entre streamers La Noche Dorada, que se llevó a cabo el 2 de agosto de 2025. 

## Biografía y carrera

### Primeros años y etapa en YouTube (1992-2019)
Andy Dante Merino Ramírez nació el 25 de octubre de 1992, en la provincia de Tarma, Junín. Pasó su infancia y adolescencia en Lima, donde estudió en el colegio particular Sebastián Salazar Bondy. Merino es considerado uno de los pioneros de la creación de contenido digital en Perú. En 2009, creó sus primeros videos para YouTube como parte del canal grupal Televators Films.   En 2010, inició sus estudios de ciencias de la comunicación en la Universidad de Lima, carrera que cursó hasta 2016.  A inicios de 2011, lanzó su canal personal Andynsane, un juego de palabras entre su nombre de pila «Andy» y la palabra en inglés insane («demente» en español). Este canal, renombrado posteriormente a Andynsaane, se enfocó en videos de comedia y parodias.
Tras ganar cierto reconocimiento, en octubre de 2013 ganó un galardón del Social Day Perú, en la categoría «YouTube». Más adelante, consolidó su popularidad con videos como 50 señales de que eres pituco (2014), cuyo formato sirvió de inspiración para otros creadores de contenido. En 2016, generó controversia en los medios locales con el video La televisión basura de mi país, donde criticaba los programas de telerrealidad en Perú y apoyaba el modelo telebasura, refiriéndose negativamente a Esto es guerra, Combate y Bienvenida la tarde, así como a varias celebridades del medio televisivo. Este hecho, sumado a sus comentarios despectivos hacia el cómico Mayimbú, le valió críticas de presentadores locales. En 2019, ganó notoriedad con la temática Exponiendo infieles en Perú, inspirada en el formato de Badabun.  Por estas épocas, también comenzó a incluir videoreacciones y videos comentados en su contenido, presentando figuras mediáticas como Tapir 590 y Faraón Love Shady, a quien ayudó a impulsar su popularidad.

### Inicios y consolidación en elstreaming(2019-2024)
A principios de 2019, Merino se adentró en el mundo del streaming a través de la plataforma Facebook Gaming. Ese mismo año, participó en eventos de Fortnite: fue finalista en la segunda edición del Facebook Creators Cup y participó en el torneo Leyendas, organizado por el streamer español TheGrefg. En agosto de 2020, participó en el torneo del mismo videojuego Movistar Liga Pro Gaming, un evento benéfico organizado por Techo Perú para apoyar a los afectados por la pandemia de COVID-19. Después de un breve paso por Twitch en febrero de 2021, meses después migró a Booyah! de Garena, consolidándose como uno de los streamers más vistos de la plataforma.
En junio de 2022, retornó a Twitch, donde logró un crecimiento significativo. En agosto de ese año, alcanzó las 10 mil suscripciones de pago, convirtiéndose en el streamer peruano con mayor audiencia. Este éxito le abrió puertas a nivel internacional, permitiéndole participar en diversas series y competiciones con otros creadores de contenido de otros países. En diciembre de 2022, fue prenominado a los Premios Esland de TheGrefg en tres categorías: streamer revelación, fail del año (por su clip Inglés en RingCraft con la streamer Abby) y miniserie del año (por Rascaland).
En enero de 2023, Merino organizó la primera edición de los Luminy Awards, una ceremonia de premios presencial en el Arena Bar de Barranco, creada para homenajear a los streamers y creadores de contenido peruanos, la cual emitió en su canal de Twitch. El 4 de febrero de 2024, llevó a cabo la segunda entrega de los premios, cuya transmisión le permitió alcanzar su mejor cifra de visualizaciones concurrentes, superando los 50 mil espectadores máximos y con una media de 45 mil durante toda la transmisión.

### Etapa en Kick (desde 2024)
En mayo de 2024, Merino fue fichado para transmitir en la plataforma Kick, uniéndose a la migración masiva de grandes streamers desde Twitch. En enero de 2025, se desempeñó como anfitrión del streamer estadounidense IShowSpeed durante su visita a Lima, como parte de su gira por América Latina. Merino reconoció que la filtración del itinerario generó grandes aglomeraciones, lo que impidió la esperada recepción en el Estadio Nacional por falta de coordinación. Posteriormente, en febrero, recibió en una transmisión en vivo al político peruano Rafael López Aliaga.  Tiempo después, anunció su serie de e-sports llamada Perust, ambientada en el videojuego Rust.
El 2 de agosto de 2025, Merino llevó a cabo La Noche Dorada, una competición de boxeo entre figuras del streaming en el Coliseo Eduardo Dibós, basándose en La Velada del Año de Ibai Llanos. El evento batió récords de audiencia con una transmisión en vivo a través de Kick, superando el millón de espectadores, más que el récord histórico de audiencia de la televisión nacional ese día.

## Otras actividades
En febrero de 2016, publicó su primer libro 50 ideas para hacer en tus vacas, que coescribió en colaboración de la marca de gaseosas Inca Kola, en el contexto de la campaña Las mejores vacas son tuyas, promovida por dicha marca en Twitter. El libro fue publicado digital y gratuitamente, además se imprimieron más de 2 mil copias para obsequiar en el centro comercial Real Plaza Salaverry, presentación que también contó con una firma de autógrafos del youtuber.El 21 de octubre del mismo año, ejerció como expositor en una conferencia para estudiantes de comunicaciones de la Universidad de Lima.
En octubre de 2017, fue invitado al evento CoolFest 2017 en Los Olivos, organizado por el entonces alcalde del distrito Pedro del Rosario, en la que también participó Nancy Lange, la primera dama del Perú en aquel tiempo. El 19 de julio de 2019, publicó su segundo libro Esto puede herir tus sentimientos, de la mano de la editorial Penguin Random House Grupo Editorial, cuya presentación principal fue en la Feria Internacional del Libro de Lima.
En 2016, incursionó como actor en la serie web Internet Drama, creada por el youtuber peruano Mox, apareciendo en los capítulos «La mamá de tu mejor amigo» y «Facebook Stalker?». En mayo de 2016, colaboró en el videoclip Angie/Satisfaction del cantante de cumbia Tongo, que versiona las canciones «Angie» y «(I Can't Get No) Satisfaction» de la banda británica The Rolling Stones. En noviembre de dicho año, también realizó un papel secundario en la película Calichín, interpretando al periodista Salvaterra.
En paralelo a su carrera en Internet, también ha realizado algunas actividades relacionadas con la música. Merino ya había publicado varias canciones cómicas y parodias musicales en YouTube, pero no fue hasta agosto de 2017 que lanzó su primer sencillo de trap, «Si te gusta». En octubre de 2017, se presentó por primera vez como disc-jockey de música electrónica en el Entel Media Fest. En marzo de 2018, retomó su actividad como DJ en el Safari Electronic Park.
En noviembre de 2022, anunció la organización de una chocolatada navideña en Lima, pero el evento fue cancelado debido a la coyuntura social del país. En su lugar, se realizó una donación de juguetes para niños necesitados.
El 25 de octubre de 2023, fue presentado como el presidente del club Persas FC, nombre acuñado por él mismo, el cual participaría en la liga competitiva de fútbol 7 Kings League Américas, organizado por el futbolista español Gerard Piqué. El equipo ocupó finalmente el quinto lugar en la tabla de posiciones y logró clasificar a la Kings League World Cup, una competición superior en la que también participarán algunos clasificados de la Kings League de España.
En enero de 2025, Merino se desempeñó como presidente de la selección peruana en la Kings World Cup Nations, un nuevo torneo de fútbol 7 en el que participarían demás selecciones nacionales a nivel mundial, también organizado por Piqué. Durante la competencia, Perú perdió ante Alemania por un puntaje de 4-2, pero en el siguiente partido ganó a Corea del Sur por 4-3, clasificando al repechaje. Sin embargo, más adelante la selección quedó eliminada ante Uzbekistán con un resultado de 5-4.

## Vida personal
En septiembre de 2019 se estableció temporalmente en Rusia, y meses después se mudó a Miami Beach, Estados Unidos. Más tarde, en octubre de 2023, se trasladó a Monterrey, México.

## Estilo de contenido
El contenido de su canal de YouTube incluye principalmente monólogos, parodias y videos comentados, en los que desarrolla diferentes personajes y estereotipos. Para ello, Merino utilizaba un fondo simple y recurría a un lenguaje particular, expresiones populares y recursos para generar humor, como el chiste recurrente. Además, incorpora elementos de estilos como el stand up y el reality show.
En su faceta como streamer, su contenido es variado. Emplea principalmente el género just chatting, que implica reaccionar a diferentes situaciones y la interacción con sus seguidores en línea. También se dedica a la retransmisión de partidas de videojuegos, principalmente algunos como Fortnite, Minecraft y Fall Guys.

## Impacto
El reconocimiento de Merino como una figura influyente en el ámbito digital se ha mantenido constante a lo largo de su trayectoria. A finales de 2016 YouTube lo destacó como el tercer youtuber peruano más influyente del año. Al año siguiente, en 2017, una encuesta de la compañía GfK lo ubicó en el primer lugar entre los influencers digitales con mayor recordación en Perú. Su posición se reafirmó en 2019, cuando encabezó un estudio similar de la compañía Datum. Ese mismo año, un análisispresentado por GfK en el 18.° Congreso Anual de Marketing del Perú lo incluyó en el primer puesto del top 10 de influencers peruanos y en el decimosegundo lugar entre aquellos con mayor profundidad de conocimiento.
Su impacto se extendió en su faceta de streamer. En junio de 2022 fue incluido por TVTOP España en la lista de diez streamers hispanohablantes más vistos durante el mes, marcando la primera vez que un peruano consigue este hito. En agosto de ese mismo año, su canal de Twitch se posicionó como el noveno en español con más suscriptores. A finales de 2022, se consolidó como el octavo canal hispanohablante y el sexagésimo a nivel mundial con mayor crecimiento de seguidores. En 2023, el medio digital Movistar eSports lo nombró «streamer del mes de febrero».

## Problemas legales
En febrero de 2016, Merino denunció al canal de televisión peruano Latina Televisión por apropiarse de la autoría y la monetización de su video Desenmazcarando cazafortunas en Perú, luego de plasmarlo en un reportaje de uno de sus noticieros. Según el propio Merino, el rastreador de YouTube asumió que el video original era una copia del reportaje, de lo cual Latina se aprovechó para apropiarse de los derechos que le corresponden. Los representantes de la empresa accedieron a pedir las disculpas del caso mediante un comunicado, aunque Merino las rechaza. Más adelante, Merino acusó a Latina de tratar de vengarse de él, involucrándolo en polémicas con sus figuras públicas.
En septiembre de 2020, Merino fue denunciado en redes sociales por un grupo de jóvenes por acosarlas sexualmente cuando eran menores de edad. Tras difundirse la noticia en varios periódicos y programas de televisión, el Ministerio Público abrió una investigación en su contra por presunto acoso sexual, grooming y hostigamiento. Sin embargo, el caso fue archivado al tratarse de acusaciones difamatorias. En febrero de 2025, el periodista y youtuber Víctor Caballero volvió a visibilizar la denuncia en un episodio del pódcast Habla good, al compararlo con el ex cardenal Juan Luis Cipriani, acusado de abuso sexual. Como resultado, Merino anunció que iba a demandar a Caballero por difamación.

## Créditos

### Cine
| Año  | Título   | Rol        | Notas          | Ref.   |
| ---- | -------- | ---------- | -------------- | ------ |
| 2016 | Calichín | Salvaterra | Rol secundario | [ 57 ] |

### Obras literarias
- 50 ideas para hacerla en tus vacas. Inca Kola. 2016.
- Esto puede herir tus sentimientos. Penguin Random House Grupo Editorial. 2019. ISBN 978-612-4426-06-3.

### Series web
| Año  | Título         | Rol      | Notas       | Ref.   |
| ---- | -------------- | -------- | ----------- | ------ |
| 2016 | Internet Drama | Él mismo | 2 episodios | [ 55 ] |

### Series delive streaming
| Año  | Título       | Organizador           | Videojuego              | Ref.   |
| ---- | ------------ | --------------------- | ----------------------- | ------ |
| 2019 | Llamaland    | Andy Merino y Daarick | Minecraft               | [ 74 ] |
| 2020 | Llamaland 2  | Andy Merino y Daarick | Minecraft               | [ 92 ] |
| 2022 | Rascaland    | Andy Merino           | Minecraft               | [ 36 ] |
| 2022 | Exodialand   | Andy Merino           | Minecraft               | [ 93 ] |
| 2022 | RingCraft    | TheGrefg              | El Señor de los Anillos | [ 35 ] |
| 2023 | Proyecto 176 | Tanizen               | Grand Theft Auto V      | [ 94 ] |
| 2023 | Bellum       | El Xokas              | Rust                    | [ 95 ] |
| 2023 | Dragon Land  | Tanizen               | Minecraft               | [ 96 ] |

#### Competiciones
| Año  | Título                         | Organizador                     | Videojuego | Ref.    |
| ---- | ------------------------------ | ------------------------------- | ---------- | ------- |
| 2019 | Facebook Creators Cup          | Facebook Gaming                 | Fortnite   | [ 27 ]  |
| 2019 | Leyendas                       | TheGrefg                        | Fortnite   | [ 28 ]  |
| 2022 | Torneo de Rust                 | TheGrefg                        | Rust       | [ 33 ]  |
| 2022 | Movistar Liga Pro Gaming       | Techo Perú                      | Fortnite   | [ 29 ]  |
| 2022 | Torneo TheGrefg                | TheGrefg                        | Fall Guys  | [ 34 ]  |
| 2022 | Torneo de Fortnite: Capítulo 4 | TheGrefg                        | Fortnite   | [ 97 ]  |
| 2023 | Squid Craft Games 2            | Komanche, el Rubius y AuronPlay | Minecraft  | [ 98 ]  |
| 2023 | Juaniquilacopa: El Hoyo        | JuanSGuarnizo                   | Minecraft  | [ 99 ]  |
| 2023 | Copa Salvaje                   | TheGrefg                        | Fortnite   | [ 100 ] |
| 2023 | Golf Stars                     | Willyrex                        | Golf It!   | [ 101 ] |

## Discografía

### Sencillos
Adaptado de Deezer y SoundCloud.
- «Si te gusta» (2017)
- «Por qué rascás» (2022)
- «No soy marrón» (2022)
- «Se enamoró de la streamer» (2023)

### Videos musicales
- Angie/Satisfaction (2016), Tongo[56]
- Si te gusta (2017), Andynsane[102]

## Premios y nominaciones
| Premio                 | Año  | Categoría            | Nominación a                   | Resultado   | Ref.             |
| ---------------------- | ---- | -------------------- | ------------------------------ | ----------- | ---------------- |
| Premios Esland         | 2023 | Streamer revelación  | Él mismo                       | Prenominado | [ 36 ]           |
| Premios Esland         | 2023 | Fail del año         | Inglés en Ringcraft (con Abby) | Prenominado | [ 36 ]           |
| Premios Esland         | 2023 | Mejor miniserie      | Rascaland                      | Prenominado | [ 36 ]           |
| Social Day Perú        | 2013 | YouTube              | Él mismo                       | Ganador     | [ 13 ]           |
| YouTube Creator Awards | 2014 | Play Button de Plata | Andynsaane (canal)             | Ganador     | [cita requerida] |
| YouTube Creator Awards | 2017 | Play Button de Oro   | Andynsaane (canal)             | Ganador     | [cita requerida] |
| YouTube Creator Awards | 2020 | Play Button de Plata | Zein (canal)                   | Ganador     | [cita requerida] |
| YouTube Creator Awards | 2023 | Play Button de Plata | ElZeein (canal)                | Ganador     | [cita requerida] |
| Estatuas de Twitch     | 2024 | Bleed Purple         | ElZeein (canal)                | Ganador     | [ 103 ]          |